# Herz von Österreich

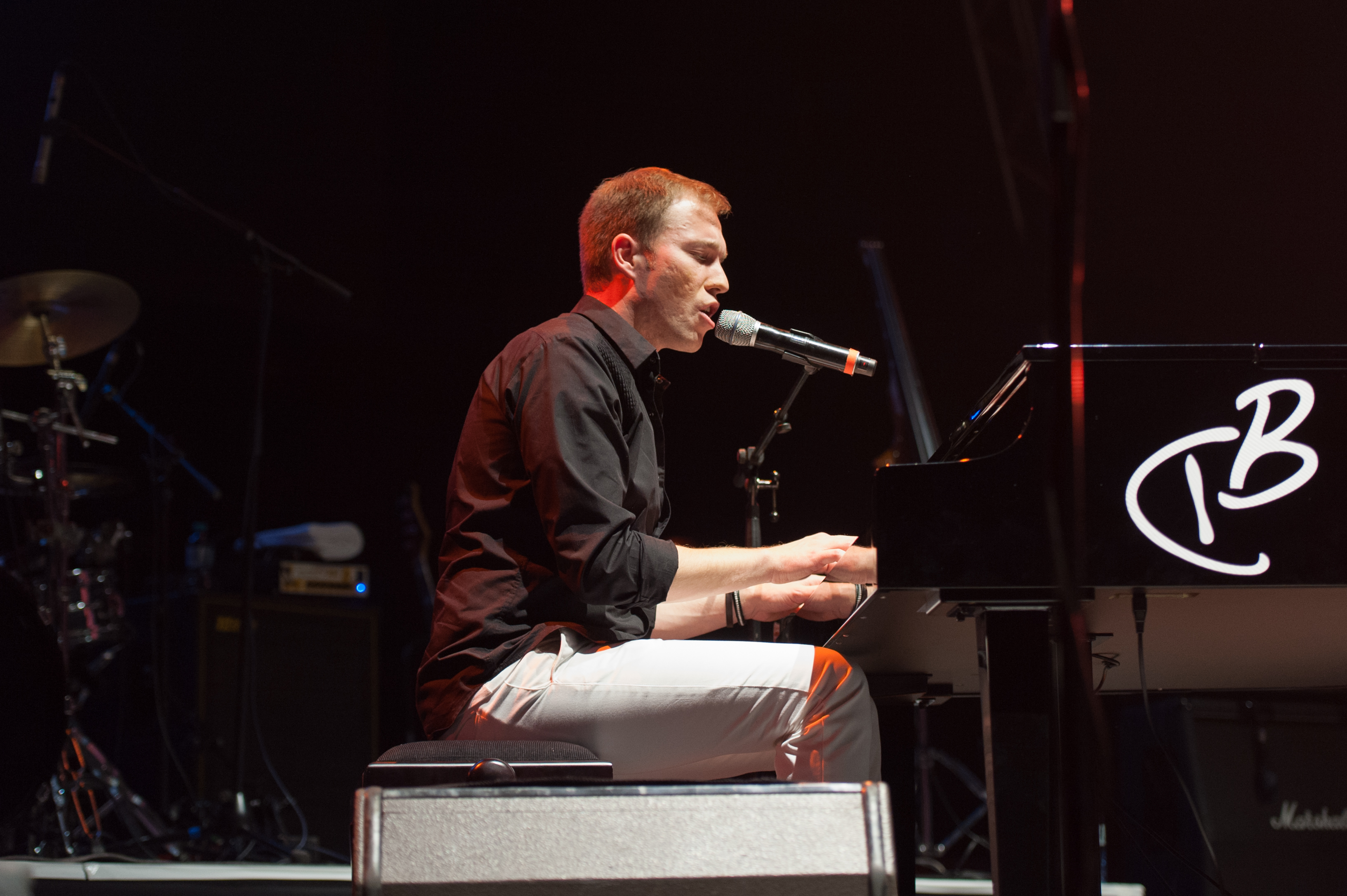
Der Sieger David Blabensteiner während des „Best of Austria“-Konzerts in Wien

Herz von Österreich  war eine Castingshow, bei der nur österreichische Lieder gesungen werden durften. Sie wurde vom österreichischen Fernsehsender Puls 4 produziert und zwischen Jänner und März 2014 ausgestrahlt.
Nach der Ausstrahlung der Qualifikationsshows folgte eine Phase, in der die Zuschauer abstimmen konnten. Die Bundesländer der Kandidaten und der Abstimmenden wurden dabei berücksichtigt. An der abschließenden Liveshow nahmen acht Kandidaten teil. 
Die Jury bestand aus Gerry Friedle, Stefanie Werger und Lukas Plöchl. Als Coaches waren unter anderem Alexander Kahr und Birgit Denk tätig. Johanna Setzer und Norbert Oberhauser moderierten die Sendungen. Die Dreharbeiten für die Qualifikationsshows fanden 2013 im so genannten „Herz-von-Österreich-Dorf“ auf der Turracher Höhe statt. Der Sieger David Blabensteiner gewann eine Werbekampagne sowie die Teilnahme an der „Best of Austria“-Tour von Rainhard Fendrich, den Seern und Wolfgang Ambros. Mit 94.000 Zuschauern erreicht das Finale die Erwartungen des Senders nicht.

## Siegerliste
Das Finale am 28. Februar 2014 endete in folgender Reihenfolge:
1. David Blabensteiner
2. Johannes Spanner
3. Harald Baumgartner
4. Julia Buchner
5. Tagträumer
6. Horst
7. 13pluXX
8. Natalie Holzner